# Thirunavaya
Thirunavaya es una ciudad censal situada en el distrito de Malappuram en el estado de Kerala (India). Su población es de 24790 habitantes (2011). Se encuentra a orillas del río Bharathapuzha, a 23 km de Malappuram y a 54 km de Kozhikode.

## Demografía
Según el censo de 2011 la población de Thirunavaya era de 24790 habitantes, de los cuales 11300 eran hombres y 13490 eran mujeres. Thirunavaya tiene una tasa media de alfabetización del 93,57%, inferior a la media estatal del 94%. la alfabetización masculina es del 95,61%, y la alfabetización femenina del 91,91%.